# Richard von Ketteler
Richard Freiherr von Ketteler (* 19. August 1819 auf Schloss Harkotten; † 3. Januar 1855 auf Wasserschloss Assen) war ein deutscher römisch-katholischer Geistlicher und Ordensoberer.

## Leben
Richard von Ketteler entstammte dem westfälischen Adelsgeschlecht Ketteler, aus dem zahlreiche namhafte Persönlichkeiten hervorgegangen sind. Er war ein Sohn des Landrats und Gutsbesitzers Maximilian von Ketteler (1779–1832) und seiner Ehefrau Clementine Franziska Freiin von der Wenge zu Beck und wuchs als jüngstes Kind mit 9 Geschwistern, darunter Clemens (1806–1881, Politiker), Wilderich (1809–1873, Politiker) und Wilhelm Emmanuel (1811–1877, Bischof von Mainz) auf.
Nach seiner Zeit als Offizier im 2. Westfälischen Husaren-Regiment Nr. 11 in Düsseldorf  begann er im Herbst 1842 mit einem Studium der Theologie an der Ludwig-Maximilians-Universität München. Am 6. Juni 1846 erhielt er die Priesterweihe, wurde zunächst Kaplan und später Pfarrer in Hopsten, wo zuvor sein Bruder Wilhelm als Seelsorger tätig war.
Richard war als Feldprediger bei den preußischen Truppen in Schleswig-Holstein eingesetzt, als er am 11. Juni 1850 als Nachfolger seines Bruders Wilhelm die königliche Ernennung zum Propst von St. Hedwig Berlin erhielt, die er aber ablehnte und stattdessen als Pater Bonaventura in den Kapuzinerorden eintrat.
Am 26. Juli 1852 legte er im Kapuzinerkloster Klausen in Tirol sein Ordensgelübde ab.
1854 wurde er Vorsteher des neu gegründeten Klosters in Mainz Himmelgasse.
Eine bösartige Erkrankung beendete sein Leben am 3. Januar 1855 auf dem Wasserschloss Assen seines Schwagers Johann Matthias von Galen.

## Ehrungen
- Ritter I. Klasse des Roten Adlerordens[2]